# Heterusia dividata
Heterusia dividata là một loài bướm đêm trong họ Geometridae.